# Scrobigera amatrix
Scrobigera amatrix là một loài bướm đêm trong họ Noctuidae.